# ويليام رايت (لاعب كريكت)
ويليام رايت (24 فبراير 1909 في المملكة المتحدة - 12 أغسطس 1988 في المملكة المتحدة)  (بالإنجليزية: William Wright)‏ هو لاعب كريكت بريطاني وبريطاني (وحمل سابقاً جنسية المملكة المتحدة لبريطانيا العظمى وأيرلندا). لعب مع نادي مقاطعة ديربيشاير للكريكت ‏.